# Odeonsplatz metróállomás
Az Odeonsplatz egy metróállomás Németországban, a bajor fővárosban, Münchenben a müncheni metró U3-as, U4-es és U5-ös és U6-os vonalán.

## Nevezetességek a közelben
- Hofgarten

## Metróvonalak
Az állomást az alábbi metróvonalak érintik:
- U3
- U5
- U6
- Stammstrecke 1
- Stammstrecke 3

## Kapcsolódó állomások
A metróállomáshoz az alábbi állomások vannak a legközelebb:
- Universität (Garching-Forschungszentrum, U6, Stammstrecke 1)
- Marienplatz (Klinikum Großhadern, U6, Stammstrecke 1)
- Lehel (Arabellapark, U4, Stammstrecke 3)
- Karlsplatz (Stachus) (Westendstraße, U4, Stammstrecke 3)
- Marienplatz (Fürstenried West, U3)
- Lehel (Bahnhof München-Neuperlach Süd, U5)
- Karlsplatz (Stachus) (Laimer Platz, U5)
- Universität (Moosach, U3)

## Útvonal
| Vonal | Állomások |
| ----- | --- |
| U3    | Moosach – Moosacher St.-Martins-Platz – Olympia-Einkaufszentrum – Oberwiesenfeld – Olympiazentrum – Petuelring – Scheidplatz – Bonner Platz – Münchner Freiheit – Giselastraße – Universität – Odeonsplatz – Marienplatz – Sendlinger Tor – Goetheplatz – Poccistraße – Implerstraße – Brudermühlstraße – Thalkirchen – Obersendling – Aidenbachstraße – Machtlfinger Straße – Forstenrieder Allee – Basler Straße – Fürstenried West |
| U4    | Westendstraße – Heimeranplatz – Schwanthalerhöhe – Theresienwiese – Hauptbahnhof – Karlsplatz (Stachus) – Odeonsplatz – Lehel – Max-Weber-Platz – Prinzregentenplatz – Böhmerwaldplatz – Richard-Strauss-Straße – Arabellapark |
| U5    | Laimer Platz – Friedenheimer Straße – Westendstraße – Heimeranplatz – Schwanthalerhöhe – Theresienwiese – Hauptbahnhof – Karlsplatz (Stachus) – Odeonsplatz – Lehel – Max-Weber-Platz – Ostbahnhof – Innsbrucker Ring – Michaelibad – Quiddestraße – Neuperlach Zentrum – Therese-Giehse-Allee – Neuperlach Süd |
| U6    | Garching-Forschungszentrum – Garching – Garching-Hochbrück – Fröttmaning – Kieferngarten – Freimann – Studentenstadt – Alte Heide – Nordfriedhof – Dietlindenstraße – Münchner Freiheit – Giselastraße – Universität – Odeonsplatz – Marienplatz – Sendlinger Tor – Goetheplatz – Poccistraße – Implerstraße – Harras – Partnachplatz – Westpark – Holzapfelkreuth – Haderner Stern – Großhadern – Klinikum Großhadern                |

## Átszállási kapcsolatok
| Állomás     | Átszállási kapcsolatok |
| ----------- | ---------------------- |
| Odeonsplatz | 100 , 153              |